# آرگووان
آرگووان (به ترکی استانبولی: Arguvan، به کردی: Erxewan، به ارمنی: Արգովան) یک منطقهٔ مسکونی در ترکیه است که در استان ملطیه واقع شده‌است. آرگووان ۱٬۱۵۰ متر بالاتر از سطح دریا واقع شده‌است.